# 盘古站
盘古站是位于黑龙江省大兴安岭地区塔河县盘古镇的一个铁路车站，有富西铁路经过该站，车站及其上下行区间均未电气化，距离富裕站726公里。车站隶属中国铁路哈尔滨局集团加格达奇车务段，仅办理只办理列车到发、会让、旅客乘降业务。车站站房面积480平方米，其中候车室、售票厅、行包房面积分别为144平方米、13平方米和22平方米。站场设有4条股道:403。
盘古站于1970年8月1日随嫩林铁路嫩江至樟岭通车而开站，曾是四等站:403。后随塔河林业局盘古贮木场关停，客流减少，2024年7月1日降级为旅客乘降所。2025年车站进行道岔改造。